# Ernst Zermelo
Ernst Friedrich Ferdinand Zermelo (n. 27 iulie 1871, Berlin, Imperiul German – d. 21 mai 1953, Freiburg im Breisgau, RFG) a fost un matematician german, ale cărui contribuții au jucat un rol important în crearea fundamentelor logice ale matematicii, cu implicații în filosofie.

## Viața
Ernst Zermelo a absolvit Gimnaziul Luisenstädtisches din Berlin (acum Heinrich-Schliemann-Oberschule) în 1889, studiind apoi matematica, fizica și filosofia la universitățile din Berlin, Halle și Freiburg. Și-a încheiat doctoratul în 1894 la Universitatea din Berlin, premiat pentru o disertație despre calculul variațiilor (Untersuchungen zur Variationsrechnung). Zermelo a rămas la Universitatea din Berlin, unde a fost numit asistent la Planck, sub îndrumarea căruia a început să studieze hidrodinamica. În 1897, Zermelo a mers la Göttingen, la acel moment principalul centru de cercetare matematică din lume, unde și-a încheiat teza de abilitare în 1899.
În 1910, Zermelo a părăsit Göttingen după ce a fost numit la catedra de matematică la Universitatea din Zurich, din care și-a dat demisia în 1916. A fost numit la o catedră onorifică la Universitatea din Freiburg în 1926, din care și-a dat demisia în 1935, deoarece a respins regimul lui Adolf Hitler. La sfârșitul celui de-al Doilea Război Mondial și la cererea sa, Zermelo a fost repus în funcția de onoare la Freiburg.

## Cercetări privind teoria mulțimilor
În 1900, la Conferința Internațională a Matematicienilor de la Paris, David Hilbert propunea comunității matematice problemele lui Hilbert⁠(d), o listă de 23 de întrebări fundamentale nesoluționate pe care matematicienii ar trebui să le abordeze în secolul viitor. Prima dintre acestea, o problemă a teoriei de mulțimilor, a fost ipoteza continuumului⁠(d) introdusă de Cantor în 1878, iar în cursul afirmației sale, Hilbert a menționat și nevoia de a demonstra teorema de bună ordonare.
Zermelo a început să lucreze la problemele teoriei mulțimilor sub influența lui Hilbert și în 1902 a publicat prima sa lucrare cu privire la adăugarea cardinalelor transfinite. În acea perioadă descoperise și așa-numitul paradox Russell. În 1904, a reușit să facă primul pas sugerat de Hilbert către ipoteza continumului, când a dovedit teorema bine ordonării (fiecare mulțime poate fi bine ordonat). Acest rezultat i-a adus faimă lui Zermelo, care a fost numit profesor la Göttingen, în 1905. Dovada lui a teoremei bine ordonării, bazată pe axioma alegerii, nu a fost acceptată de toți matematicienii, mai ales din cauza axiomei alegerii, aceasta fiind o paradigmă a matematicii ne-constructive. În 1908, Zermelo a reușit să producă o dovadă îmbunătățită, folosind noțiunea lui Dedekind de „lanț” a unei mulțimi, care a devenit mai larg acceptat; acest lucru s-a produs mai ales pentru că în același an a oferit și o axiomatizare a teoriei mulțimilor.
Zermelo a început să axiomatizeze teoria mulțimilor în 1905; în 1908, și-a publicat rezultatele, în ciuda eșecului său de a dovedi consistența sistemului său axiomatic.
În 1922, Adolf Fraenke și Thoralf Skolem au îmbunătățit independent sistemul axiomatic al lui Zermelo. Sistemul de 8 axiome ce a rezultat, acum numit axiomele Zermelo-Fraenkel (ZF), este acum cel mai utilizat sistem pentru teoria axiomatică a mulțimilor.

## Contribuții
Cercetările sale se referă la teoria mulțimilor, al cărui fondator este considerat.
Zermelo a propus opt axiome din care cea mai importantă pentru întreg edificiul matematicii moderne este axioma alegerii (1904):
„Dacă este dată o mulțime infinită de mulțimi infinite, din fiecare mulțime se poate alege câte un element, fără a indica dinainte regula de alegere”.

Cu alte cuvinte: dată fiind o colecție oarecare de mulțimi, poate fi construită o mulțime nouă care să conțină câte un element din fiecare mulțime dată.